# Emanuel Perathoner
Emanuel Perathoner (* 12. Mai 1986 in Bozen) ist ein ehemaliger italienischer Snowboarder. Er startete im Snowboardcross.

## Werdegang
Perathoner, der für den C.S. Esercito startete, nahm im Januar 2003 in Innichen erstmals im Snowboard-Weltcup teil und belegte dabei den 14. Platz. Im Dezember 2004 erreichte er in Nassfeld-Hermagor mit dem siebten Platz seine erste Top-Zehn-Platzierung im Weltcup. In der Saison 2009/10 kam er mit einem dritten Platz, zwei zweiten Plätzen und einem ersten Platz, auf den dritten Platz in der Gesamtwertung des Europacups. In der folgenden Saison errang er mit zwei Siegen den siebten Platz in der Gesamtwertung des Europacups. Bei den Snowboard-Weltmeisterschaften 2011 in La Molina gelang ihn der 17. Platz. Nach Platz 12 beim Weltcup in Telluride und Rang 27 in Veysonnaz zu Beginn der Saison 2011/12, erreichte er in Veysonnaz mit dem dritten Platz seine erste Podestplatzierung im Weltcup. Zum Saisonende wurde er beim Weltcup in Chiesa in Valmalenco Sechster und belegte damit den 17. Platz im Snowboardcross-Weltcup. Bei den Snowboard-Weltmeisterschaften 2013 in Stoneham errang er den 19. Platz. In der Saison 2013/14 kam er bei sechs Weltcupteilnahmen, viermal unter die ersten Zehn und erreichte damit den 12. Platz im Snowboardcross-Weltcup. Bei den Snowboard-Weltmeisterschaften 2015 am Kreischberg belegte er den 26. Platz und bei den Snowboard-Weltmeisterschaften 2017 in Sierra Nevada den 13. Platz. Zu Beginn der Saison 2017/18 wurde er beim Weltcup am Cerro Catedral Zweiter. Es folgten drei Top-Zehn-Platzierungen, darunter Platz drei in La Molina und zum Saisonende den achten Platz im Snowboardcross-Weltcup. Zudem gewann er zusammen mit Omar Visintin den Teamwettbewerb in Erzurum und Moskau. Bei den Olympischen Winterspielen 2018 in Pyeongchang belegte er den 15. Platz im Snowboardcross.
In der Saison 2018/19 holte Perathoner in Cervinia seinen ersten Weltcupsieg und errang zum Saisonende den sechsten Platz im Snowboardcross-Weltcup. Bei den Snowboard-Weltmeisterschaften 2019 in Park City holte er die Bronzemedaille im Einzel und belegte dort im Team den vierten Platz. Auch in der folgenden Saison errang er den sechsten Platz im Snowboardcross-Weltcup. Dabei wurde er in Cervinia Zweiter.
Perathoner nahm an 97 Weltcups teil und belegte dabei 23-mal eine Top-Zehn-Platzierung.

## Teilnahmen an Weltmeisterschaften und Olympischen Winterspielen

### Olympische Winterspiele
- 2014 Sotschi: 39. Platz Snowboardcross
- 2018 Pyeongchang: 15. Platz Snowboardcross

### Snowboard-Weltmeisterschaften
- 2011 La Molina: 17. Platz Snowboardcross
- 2013 Stoneham: 19. Platz Snowboardcross
- 2015 Kreischberg: 26. Platz Snowboardcross
- 2017 Sierra Nevada: 13. Platz Snowboardcross, 14. Platz Snowboardcross Team
- 2019 Park City: 3. Platz Snowboardcross, 4. Platz Snowboardcross Team

## Weltcupsiege und Weltcup-Gesamtplatzierungen

### Weltcupsiege
| Nr. | Datum             | Ort      |
| --- | ----------------- | -------- |
| 1.  | 22. Dezember 2018 | Cervinia |

### Weltcup-Gesamtplatzierungen
| Saison  | Punkte | Platz |
| ------- | ------ | ----- |
| 2002/03 | 180    | 50.   |
| 2003/04 | -      | -     |
| 2004/05 | 451    | 38.   |
| 2005/06 | 50     | 59.   |
| 2006/07 | 95     | 45.   |
| 2007/08 | 326    | 43.   |
| 2008/09 | 364    | 40.   |
| 2009/10 | 24     | 73.   |
| 2010/11 | 311    | 42.   |
| 2011/12 | 1337   | 16.   |
| 2012/13 | 1026   | 17.   |
| 2013/14 | 1437   | 12.   |
| 2014/15 | 270    | 28.   |
| 2015/16 | 1144   | 18.   |
| 2016/17 | 1177,9 | 16.   |
| 2017/18 | 2858,7 | 8.    |
| 2018/19 | 1668,2 | 6.    |
| 2019/20 | 2220   | 6.    |